# Aleu
Pour les articles homonymes, voir Aleu (homonymie).
Aleu est une commune française située dans le département de l'Ariège, en région Occitanie. La commune fait partie de la communauté de communes Couserans-Pyrénées et du parc naturel régional des Pyrénées ariégeoises.
Localisée dans le nord du département, la commune  fait partie, sur le plan historique et culturel, du Couserans, pays aux racines gasconnes structuré par le cours du Salat (affluent de la Garonne). Exposée à un climat de montagne, elle est drainée par l'Arac, le ruisseau d'Aleu, le ruisseau de Loule, le ruisseau de Regudé, le ruisseau des Malaises et par divers petits cours d'eau. Incluse dans le parc naturel régional des Pyrénées ariégeoises, la commune possède un patrimoine naturel remarquable composé de trois zones naturelles d'intérêt écologique, faunistique et floristique.
Aleu est une commune rurale qui compte 131 habitants en 2022, après avoir connu un pic de population de 1 343 habitants en 1836. Elle fait partie de l'aire d'attraction de Saint-Girons. Ses habitants sont appelés les Aleudiens ou Aleudiennes.

## Géographie

### Localisation
- 1Carte dynamique
- 2Carte OpenStreetMap
- 3Carte topographique
- 4Carte avec les communes environnantes

La commune d'Aleu se trouve dans le département de l'Ariège, en région Occitanie.
Commune située dans les Pyrénées sur l'Arac et sur l'ancienne route nationale 618 entre Lacourt et Massat.
L'artère principale du village part de la place du Coudénié (située en bas du village) passe devant la mairie et aboutit à l'église du village (lieu-dit nommé Espouech). Très raide, cette route surnommée "La Carrère" nécessite des jambes d'acier si l'on souhaite la remonter à pied et des freins excellents pour la descendre à vélo, sous peine d'aller goûter les haies de buis en bas du village.
Le village est composé d'un réseau impressionnant de chemins (boueux, herbeux, broussailleux, plus ou moins larges, plus ou moins pentus) qui permettent d'atteindre chaque hameau et chaque vallée environnante. Les chemins les plus célèbres sont la piste de Joubac, la Carasse ou encore la Serre de Cominac réputée pour ses fameuses ornières.
Elle se situe à 29 km à vol d'oiseau de Foix, préfecture du département, à 14 km de Saint-Girons, sous-préfecture, et à 19 km de La Bastide-de-Sérou, bureau centralisateur du canton du Couserans Est dont dépend la commune depuis 2015 pour les élections départementales.
La commune fait en outre partie du bassin de vie de Saint-Girons.
Les communes les plus proches sont : 
Soulan (3,5 km), Biert (4,1 km), Soueix-Rogalle (4,5 km), Oust (4,6 km), Ercé (5,2 km), Seix (6,2 km), Massat (6,7 km), Sentenac-d'Oust (7,4 km).
Sur le plan historique et culturel, Aleu fait partie du Couserans, pays aux racines gasconnes structuré par le cours du Salat (affluent de la Garonne), que rien ne prédisposait à rejoindre les anciennes dépendances du comté de Foix.

### Communes limitrophes
| Les communes limitrophes sont Biert, Ercé et Soulan. Les limites communales de Aleu et celles de ses communes adjacentes. | \| Soulan \| \| \| \| \| Aleu \| Biert \| \| \| Ercé \| \| |       |
| Soulan |                                                            |       |
| | Aleu                                                       | Biert |
| | Ercé                                                       |       |

### L'altiport de Joubac
Aleu est connu pour son altiport de classe D agréé par la Fédération française aéronautique. Situé sur les hauteurs du village et mesurant environ 75 mètres, cette piste herbeuse se termine par une zone de stationnement récemment aménagée pour les avions. Ce site a été présenté dans l'émission Des Racines et des Ailes diffusée en 2013 sur France 3. Un barbecue permet de passer des moments conviviaux en été.
L'altiport est dominé par le Taus de Joubac (1049 m) qui offre un magnifique panorama sur les sommets principaux du Couserans (Pique Rouge de Bassies, Mont Rouch, Mont Valier ..).

### Géologie et relief
La commune est située dans les Pyrénées, une chaîne montagneuse jeune, érigée durant l'ère tertiaire (il y a 40 millions d'années environ), en même temps que les Alpes. Les terrains affleurants sur le territoire communal sont constitués de roches pour partie sédimentaires et pour partie métamorphiques datant pour certaines du Paléozoïque, une ère géologique qui s'étend de −541 à −252,2 Ma (millions d'années), et pour d'autres du Protérozoïque, le dernier éon du Précambrien sur l’échelle des temps géologiques. La structure détaillée des couches affleurantes est décrite dans la feuille « n°1074 - Saint-Girons » de la carte géologique harmonisée au 1/50 000ème du département de l'Ariège, et sa notice associée.
La superficie cadastrale de la commune publiée par l’Insee, qui sert de références dans toutes les statistiques, est de 13,95 km2,. La superficie géographique, issue de la BD Topo, composante du Référentiel à grande échelle produit par l'IGN, est quant à elle de 14,12 km2. Son relief est particulièrement découpé puisque la dénivelée maximale atteint 609 mètres. L'altitude du territoire varie entre 496 m et 1 105 m.

### Hydrographie

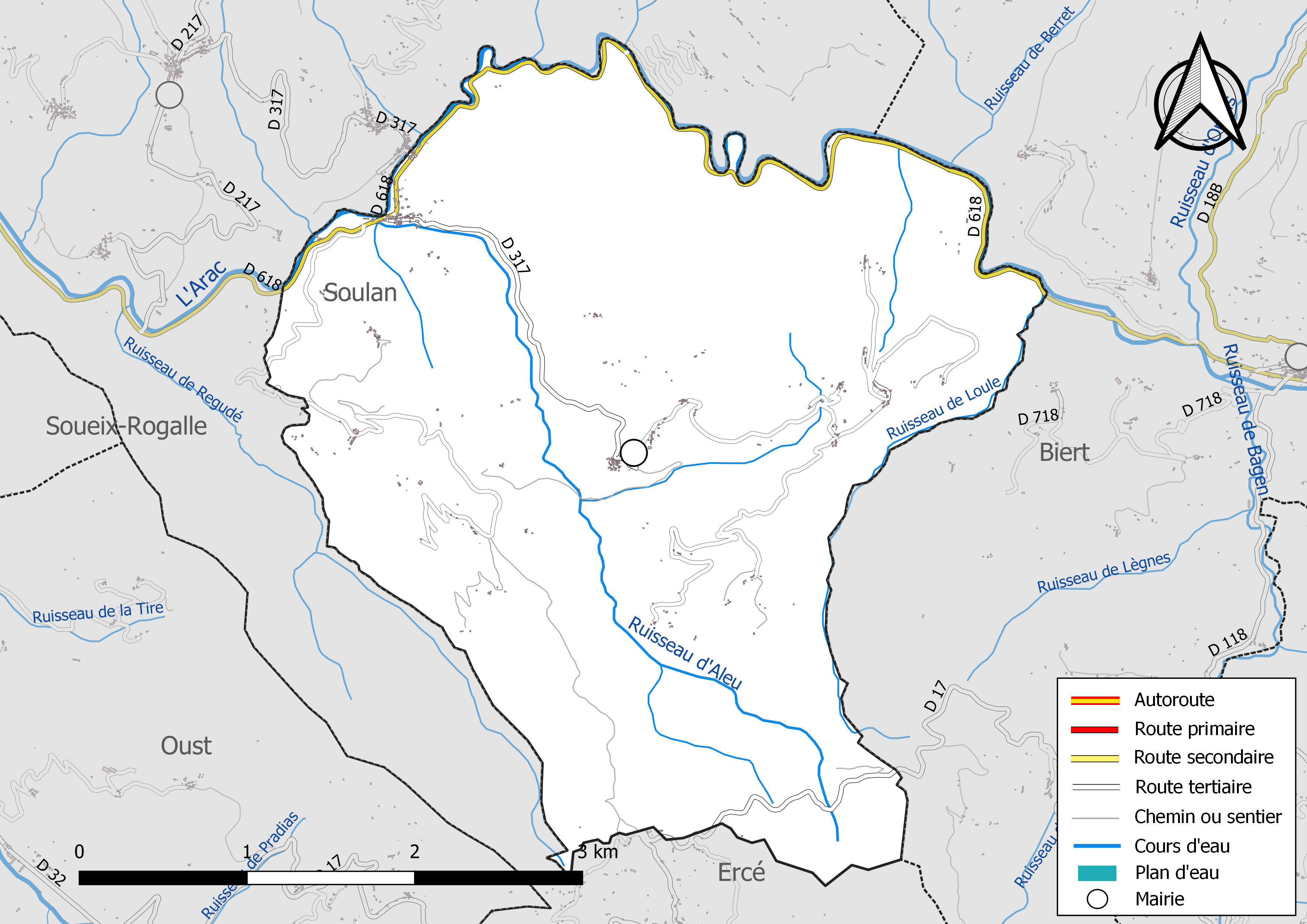
Réseaux hydrographique et routier d'Aleu.

La commune est drainée par l'Arac, le ruisseau d'Aleu, le ruisseau de Loule, le ruisseau de Regudé, le ruisseau des Malaises et par divers petits cours d'eau, constituant un réseau hydrographique de 17 km de longueur totale,.
L'Arac, d'une longueur totale de 27,19 km, prend sa source dans la commune du Port et s'écoule d'est en ouest. Il longe la commune sur sa limite séparative nord et se jette dans le Salat à Soulan, après avoir traversé 5 communes.

### Climat
Pour des articles plus généraux, voir Climat de l'Occitanie et Climat de l'Ariège.
En 2010, le climat de la commune est de type climat des marges montargnardes, selon une étude s'appuyant sur une série de données couvrant la période 1971-2000. En 2020, Météo-France publie une typologie des climats de la France métropolitaine dans laquelle la commune est exposée à un climat de montagne et est dans la région climatique Pyrénées centrales, caractérisée par une pluviométrie annuelle de 1 000 à 1 200 mm.
Pour la période 1971-2000, la température annuelle moyenne est de 10,7 °C, avec une amplitude thermique annuelle de 14,2 °C. Le cumul annuel moyen de précipitations est de 1 103 mm, avec 10,2 jours de précipitations en janvier et 7,6 jours en juillet. Pour la période 1991-2020, la température moyenne annuelle observée sur la station météorologique la plus proche, située sur la commune de Lorp-Sentaraille à 18 km à vol d'oiseau, est de 12,5 °C et le cumul annuel moyen de précipitations est de 973,2 mm,. Pour l'avenir, les paramètres climatiques de la commune estimés pour 2050 selon différents scénarios d'émission de gaz à effet de serre sont consultables sur un site dédié publié par Météo-France en novembre 2022.

### Milieux naturels et biodiversité

#### Espaces protégés
La protection réglementaire est le mode d’intervention le plus fort pour préserver des espaces naturels remarquables et leur biodiversité associée,.
La commune fait partie du parc naturel régional des Pyrénées ariégeoises, créé en 2009 et d'une superficie de 245 973 ha, qui s'étend sur 138 communes du département. Ce territoire unit les plus hauts sommets aux frontières de l’Andorre et de l’Espagne (la Pique d’Estats, le Mont Valier, etc) et les plus hautes vallées des avants-monts, jusqu’aux plissements du Plantaurel.

#### Zones naturelles d'intérêt écologique, faunistique et floristique
L’inventaire des zones naturelles d'intérêt écologique, faunistique et floristique (ZNIEFF) a pour objectif de réaliser une couverture des zones les plus intéressantes sur le plan écologique, essentiellement dans la perspective d’améliorer la connaissance du patrimoine naturel national et de fournir aux différents décideurs un outil d’aide à la prise en compte de l’environnement dans l’aménagement du territoire.
Deux ZNIEFF de type 1 sont recensées sur la commune :
l'« Arac et affluents, en aval de Le Port » (123 ha), couvrant 5 communes du département, et 
les « montagnes d'Ercé et de Massat » (6 668 ha), couvrant 6 communes du département
et une ZNIEFF de type 2, : 
les « montagnes d'Ercé, d'Oust et de Massat » (30 350 ha), couvrant 13 communes du département.

Carte des ZNIEFF de type 1 et 2 à Aleu.
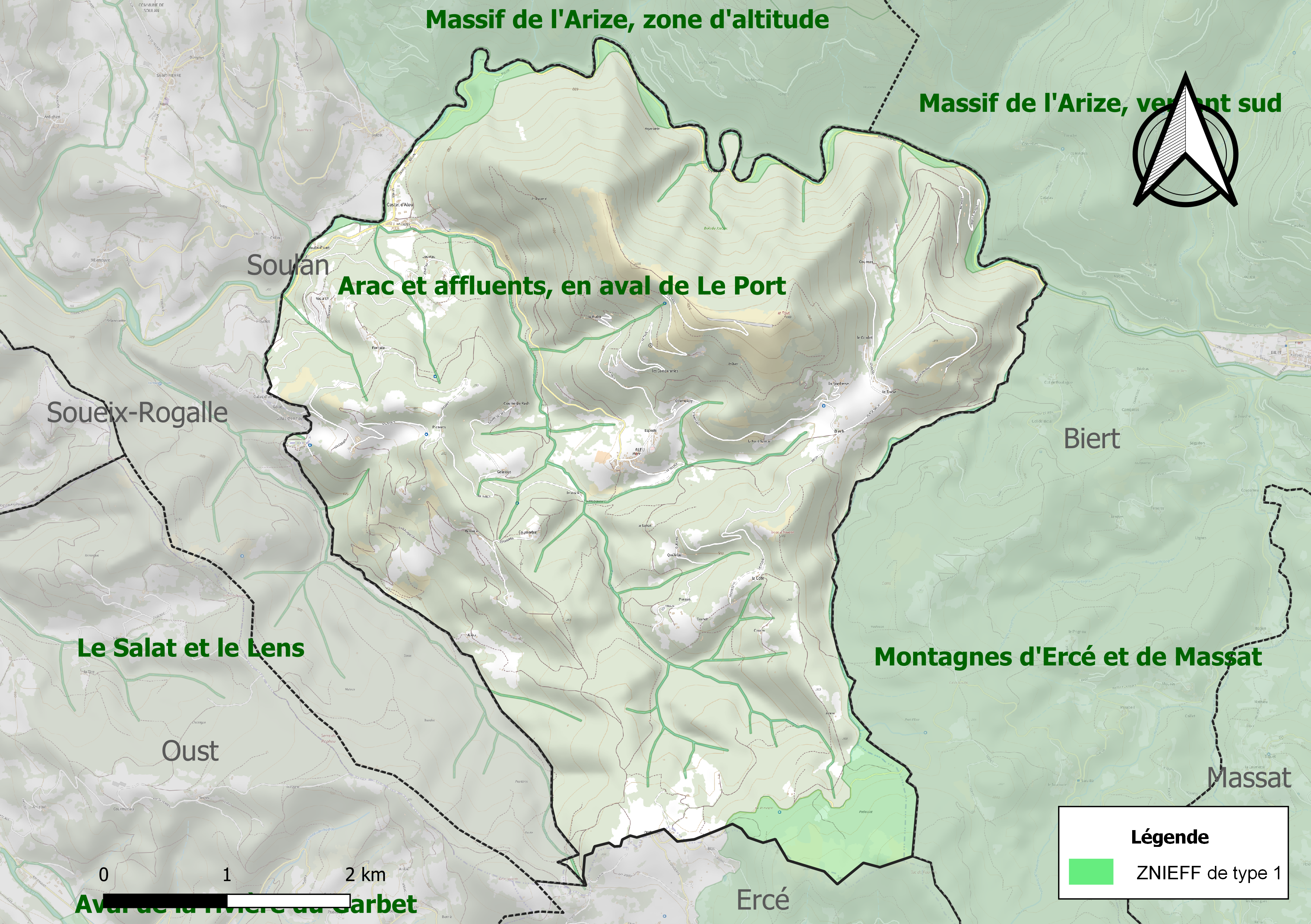
Carte des ZNIEFF de type 1 sur la commune.
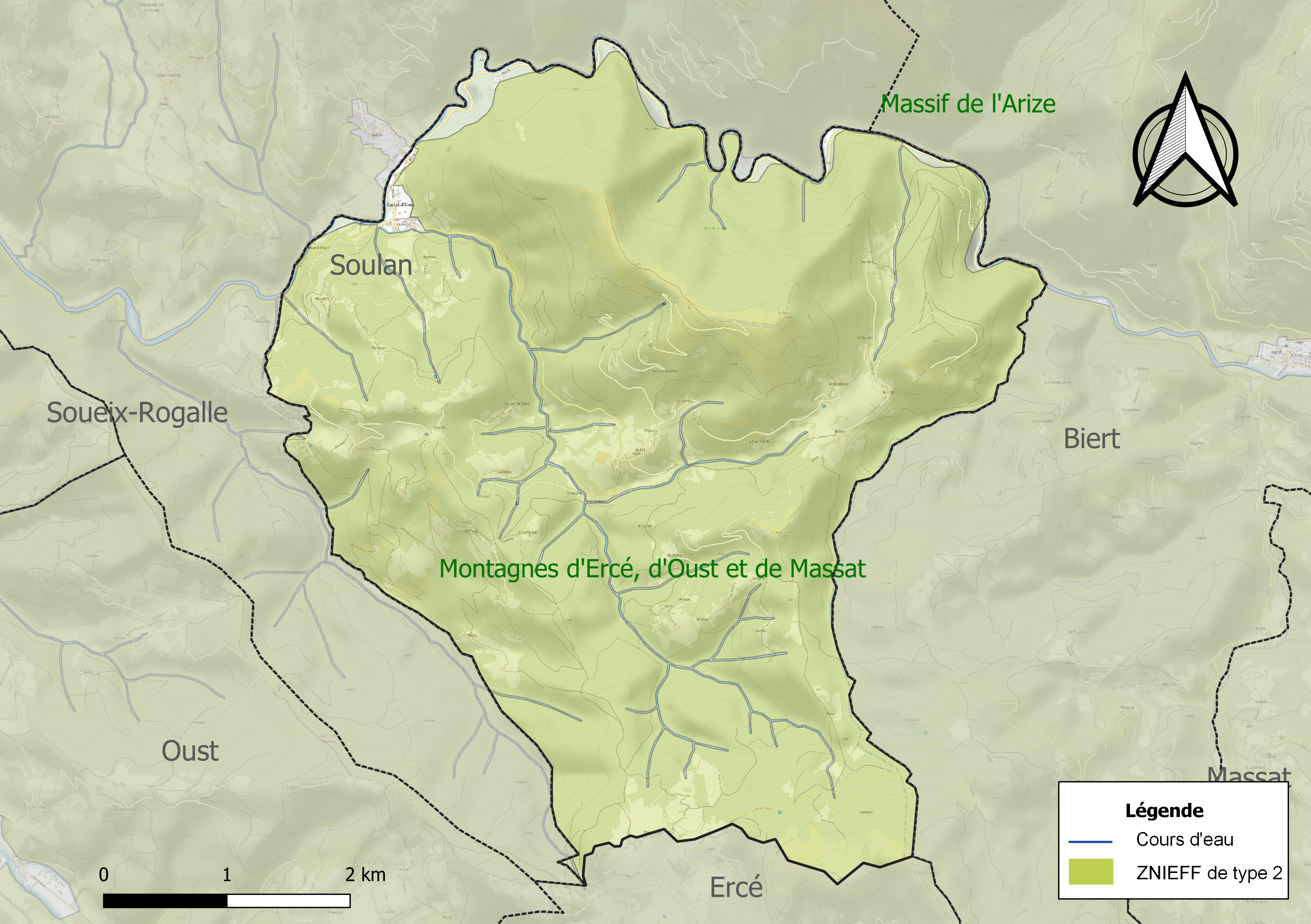
Carte de la ZNIEFF de type 2 sur la commune.

## Urbanisme

### Typologie
Au 1er janvier 2024, Aleu est catégorisée commune rurale à habitat très dispersé, selon la nouvelle grille communale de densité à 7 niveaux définie par l'Insee en 2022.
Elle est située hors unité urbaine. Par ailleurs la commune fait partie de l'aire d'attraction de Saint-Girons, dont elle est une commune de la couronne,. Cette aire, qui regroupe 70 communes, est catégorisée dans les aires de moins de 50 000 habitants,.

### Occupation des sols

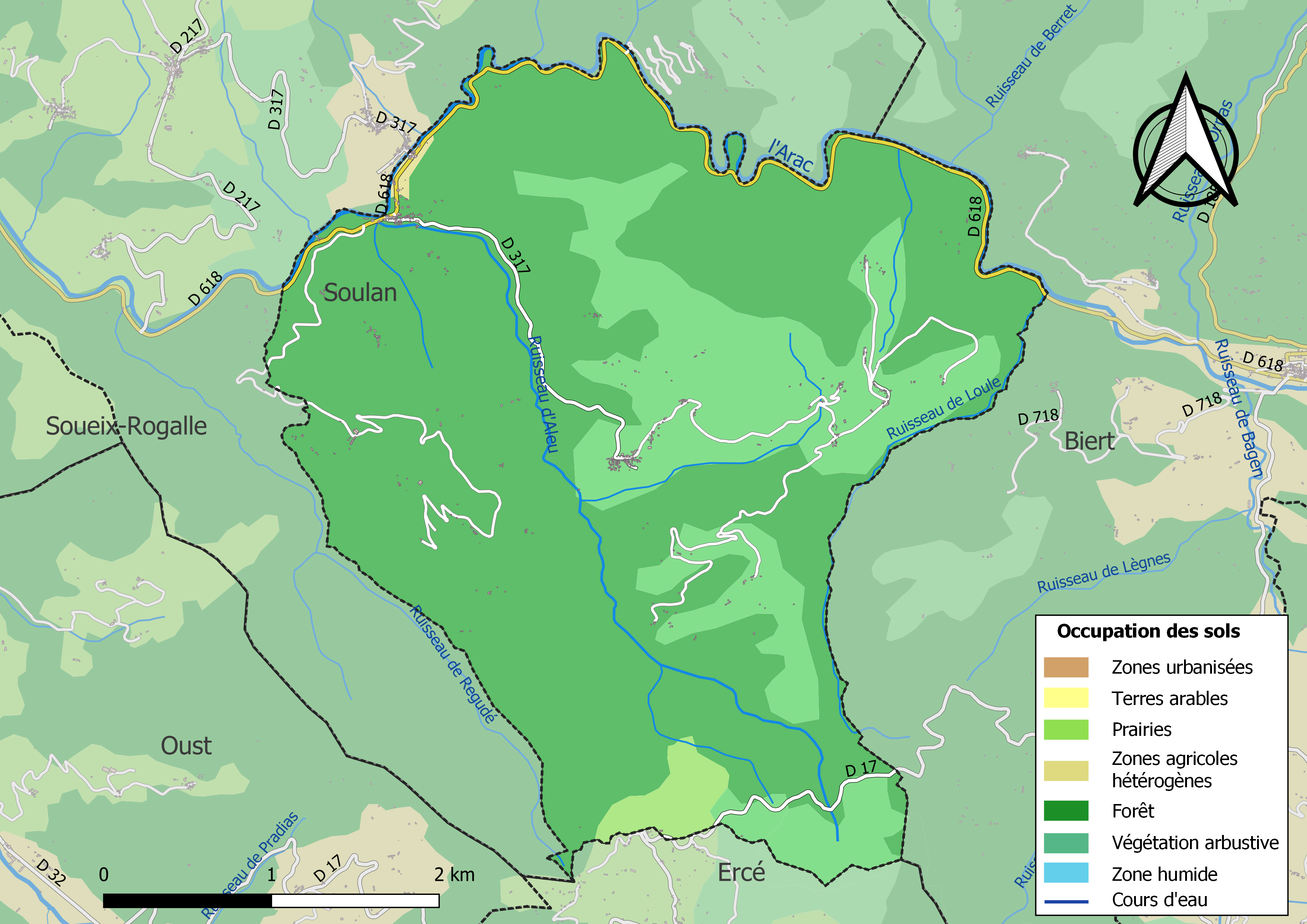
Carte des infrastructures et de l'occupation des sols de la commune en 2018 (CLC).

L'occupation des sols de la commune, telle qu'elle ressort de la base de données européenne d’occupation biophysique des sols Corine Land Cover (CLC), est marquée par l'importance des forêts et milieux semi-naturels (97,9 % en 2018), une proportion identique à celle de 1990 (97,9 %). La répartition détaillée en 2018 est la suivante : 
forêts (75,2 %), milieux à végétation arbustive et/ou herbacée (22,6 %), prairies (1,9 %), zones agricoles hétérogènes (0,3 %). L'évolution de l’occupation des sols de la commune et de ses infrastructures peut être observée sur les différentes représentations cartographiques du territoire : la carte de Cassini (XVIIIe siècle), la carte d'état-major (1820-1866) et les cartes ou photos aériennes de l'IGN pour la période actuelle (1950 à aujourd'hui).

### Hameaux
Hormis le village important de Castet d'Aleu situé sur la route départementale, les hameaux sont Aliou, Bataillet, la Bernadole, Biech, Bourdasse, Coumarba, Coumelary, Coumes, Espoueix, Fontale, Galas, Goulet, Picaret, Pinsou, Rouaich, la Rouère..

### Habitat et logement
En 2018, le nombre total de logements dans la commune était de 251, alors qu'il était de 231 en 2013 et de 218 en 2008.
Parmi ces logements, 31,1 % étaient des résidences principales, 59,8 % des résidences secondaires et 9,2 % des logements vacants. Ces logements étaient pour 95,6 % d'entre eux des maisons individuelles et pour 2,4 % des appartements.
Le tableau ci-dessous présente la typologie des logements à Aleu en 2018 en comparaison avec celle de l'Ariège et de la France entière. Une caractéristique marquante du parc de logements est ainsi une proportion de résidences secondaires et logements occasionnels (59,8 %) supérieure à celle du département (24,6 %) et à celle de la France entière (9,7 %). Concernant le statut d'occupation de ces logements, 74,4 % des habitants de la commune sont propriétaires de leur logement (77,3 % en 2013), contre 66,3 % pour l'Ariège et 57,5 % pour la France entière.
| Typologie                                               | Aleu | Ariège | France entière |
| ------------------------------------------------------- | ---- | ------ | -------------- |
| Résidences principales (en %)                           | 31,1 | 65,7   | 82,1           |
| Résidences secondaires et logements occasionnels (en %) | 59,8 | 24,6   | 9,7            |
| Logements vacants (en %)                                | 9,2  | 9,7    | 8,2            |

### Risques majeurs
Le territoire de la commune d'Aleu est vulnérable à différents aléas naturels : inondations, climatiques (grand froid ou canicule), feux de forêts, mouvements de terrains et séisme (sismicité modérée). Il est également exposé à un risque particulier, le risque radon,.

#### Risques naturels

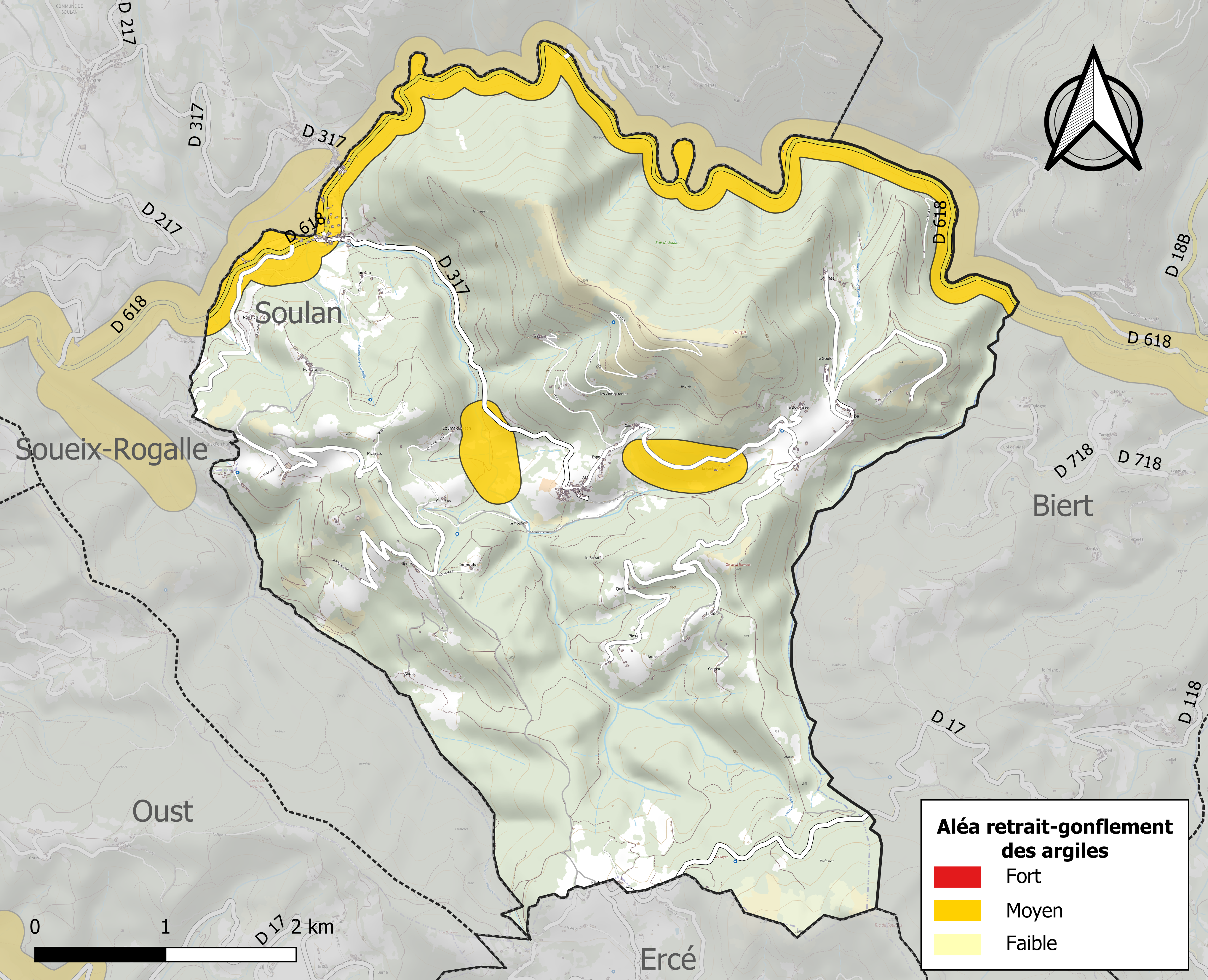
Zonage de l'aléa retrait-gonflement des argiles sur la commune d'Aleu.

Certaines parties du territoire communal sont susceptibles d’être affectées par le risque d’inondation par débordement, crue torrentielle d'un cours d'eau, ou ruissellement d'un versant.
Les mouvements de terrains susceptibles de se produire sur la commune sont soit des chutes de blocs, soit des glissements de terrains, soit des mouvements liés au retrait-gonflement des argiles. Près de 50 % de la superficie de l’Ariège est concernée par l'aléa retrait-gonflement des argiles, dont la commune d'Aleu. L'inventaire national des cavités souterraines permet par ailleurs de localiser celles situées sur la commune.

#### Risque particulier
Dans plusieurs parties du territoire national, le radon, accumulé dans certains logements ou autres locaux, peut constituer une source significative d’exposition de la population aux rayonnements ionisants. Toutes les communes du département sont concernées par le risque radon à un niveau plus ou moins élevé. Selon la classification de 2018, la commune d'Aleu est classée en zone 3, à savoir zone à potentiel radon significatif.

## Histoire
Avant la Révolution, Aleu faisait partie de la seigneurie de Soulan, elle-même comprise dans la vicomté du Couserans.
La commune d'Aleu a été créée à la Révolution française, prenant la suite de la communauté d'Aleu qui avait été détachée en 1776 de celle de Soulan.

## Politique et administration

### Découpage territorial
La commune d'Aleu est membre de la communauté de communes Couserans-Pyrénées, un établissement public de coopération intercommunale (EPCI) à fiscalité propre créé le 18 novembre 2016 dont le siège est à Saint-Lizier. Ce dernier est par ailleurs membre d'autres groupements intercommunaux.
Sur le plan administratif, elle est rattachée à l'arrondissement de Saint-Girons, au département de l'Ariège, en tant que circonscription administrative de l'État, et à la région Occitanie.
Sur le plan électoral, elle dépend du canton du Couserans Est pour l'élection des conseillers départementaux, depuis le redécoupage cantonal de 2014 entré en vigueur en 2015, et de la première circonscription de l'Ariège  pour les élections législatives, depuis le redécoupage électoral de 1986.

### Liste des maires
| Période                                  | Période  | Identité       | Étiquette | Qualité                    |
| ---------------------------------------- | -------- | -------------- | --------- | -------------------------- |
| Les données manquantes sont à compléter. |          |                |           |                            |
| mars 2001                                | 2008     | Louis Gilabert |           |                            |
| mars 2008                                | En cours | André Vidal    | SE        | Retraité de l'enseignement |

## Démographie
| 1793  | 1800  | 1806  | 1821  | 1831  | 1836  | 1841  | 1846  | 1851  |
| ----- | ----- | ----- | ----- | ----- | ----- | ----- | ----- | ----- |
| 1 095 | 1 107 | 1 205 | 1 069 | 1 175 | 1 343 | 1 331 | 1 283 | 1 204 |

| 1856  | 1861  | 1866  | 1872  | 1876  | 1881  | 1886  | 1891  | 1896  |
| ----- | ----- | ----- | ----- | ----- | ----- | ----- | ----- | ----- |
| 1 136 | 1 174 | 1 130 | 1 162 | 1 151 | 1 076 | 1 151 | 1 148 | 1 032 |

| 1901 | 1906 | 1911 | 1921 | 1926 | 1931 | 1936 | 1946 | 1954 |
| ---- | ---- | ---- | ---- | ---- | ---- | ---- | ---- | ---- |
| 974  | 921  | 790  | 695  | 595  | 531  | 516  | 386  | 293  |

| 1962 | 1968 | 1975 | 1982 | 1990 | 1999 | 2006 | 2008 | 2013 |
| ---- | ---- | ---- | ---- | ---- | ---- | ---- | ---- | ---- |
| 204  | 211  | 135  | 127  | 134  | 122  | 141  | 146  | 125  |

| 2018 | 2022 | - | - | - | - | - | - | - |
| ---- | ---- | - | - | - | - | - | - | - |
| 134  | 131  | - | - | - | - | - | - | - |

## Économie

### Emploi
| Division       | 2008   | 2013   | 2018   |
| -------------- | ------ | ------ | ------ |
| Commune        | 13,2 % | 15,6 % | 23,1 % |
| Département    | 8,9 %  | 11,1 % | 11,2 % |
| France entière | 8,3 %  | 10 %   | 10 %   |

En 2018, la population âgée de 15 à 64 ans s'élève à 78 personnes, parmi lesquelles on compte 78,2 % d'actifs (55,1 % ayant un emploi et 23,1 % de chômeurs) et 21,8 % d'inactifs,. Depuis 2008, le taux de chômage communal (au sens du recensement) des 15-64 ans est supérieur à celui de la France et du département.
La commune fait partie de la couronne de l'aire d'attraction de Saint-Girons, du fait qu'au moins 15 % des actifs travaillent dans le pôle,. Elle compte 25 emplois en 2018, contre 25 en 2013 et 28 en 2008. Le nombre d'actifs ayant un emploi résidant dans la commune est de 44, soit un indicateur de concentration d'emploi de 56,7 % et un taux d'activité parmi les 15 ans ou plus de 51,7 %.
Sur ces 44 actifs de 15 ans ou plus ayant un emploi, 15 travaillent dans la commune, soit 34 % des habitants. Pour se rendre au travail, 84,1 % des habitants utilisent un véhicule personnel ou de fonction à quatre roues, 2,3 % les transports en commun et 13,6 % n'ont pas besoin de transport (travail au domicile).

### Activités hors agriculture
18 établissements sont implantés  à Aleu au 31 décembre 2019.
Le secteur du commerce de gros et de détail, des transports, de l'hébergement et de la restauration est prépondérant sur la commune puisqu'il représente 33,3 % du nombre total d'établissements de la commune (6 sur les 18 entreprises implantées  à Aleu), contre 27,5 % au niveau départemental.
"Auberge de l'Arac" au Castet-d'Aleu, des gîtes de groupes et des gîtes ruraux existent également en divers lieux.
L'épicerie Rogalle également café, station service n'est plus mais elle a laissé un souvenir impérissable dans le cœur des habitants du village et des Saint-Gironnais se rendant vers Massat, s'y arrêtant après la route désertique des gorges de la Ribaute et avant de reprendre la route également désertique et tortueuse jusqu'à Biert.

## Culture locale et patrimoine

### Lieux et monuments
- Église Saint-Julien d'Aleu[46].
- Église Saint-Sabin du Castet d'Aleu (vitraux du XIXe siècle)[46]. L'église a été rebaptisée Sainte-Germaine-et-Saint-Roch à l'occasion de sa reconstruction à la fin du XVIIIe siècle [47].
- Castelet du Castet d'Aleu datant du XIIe ou du XIIIe siècle[47].

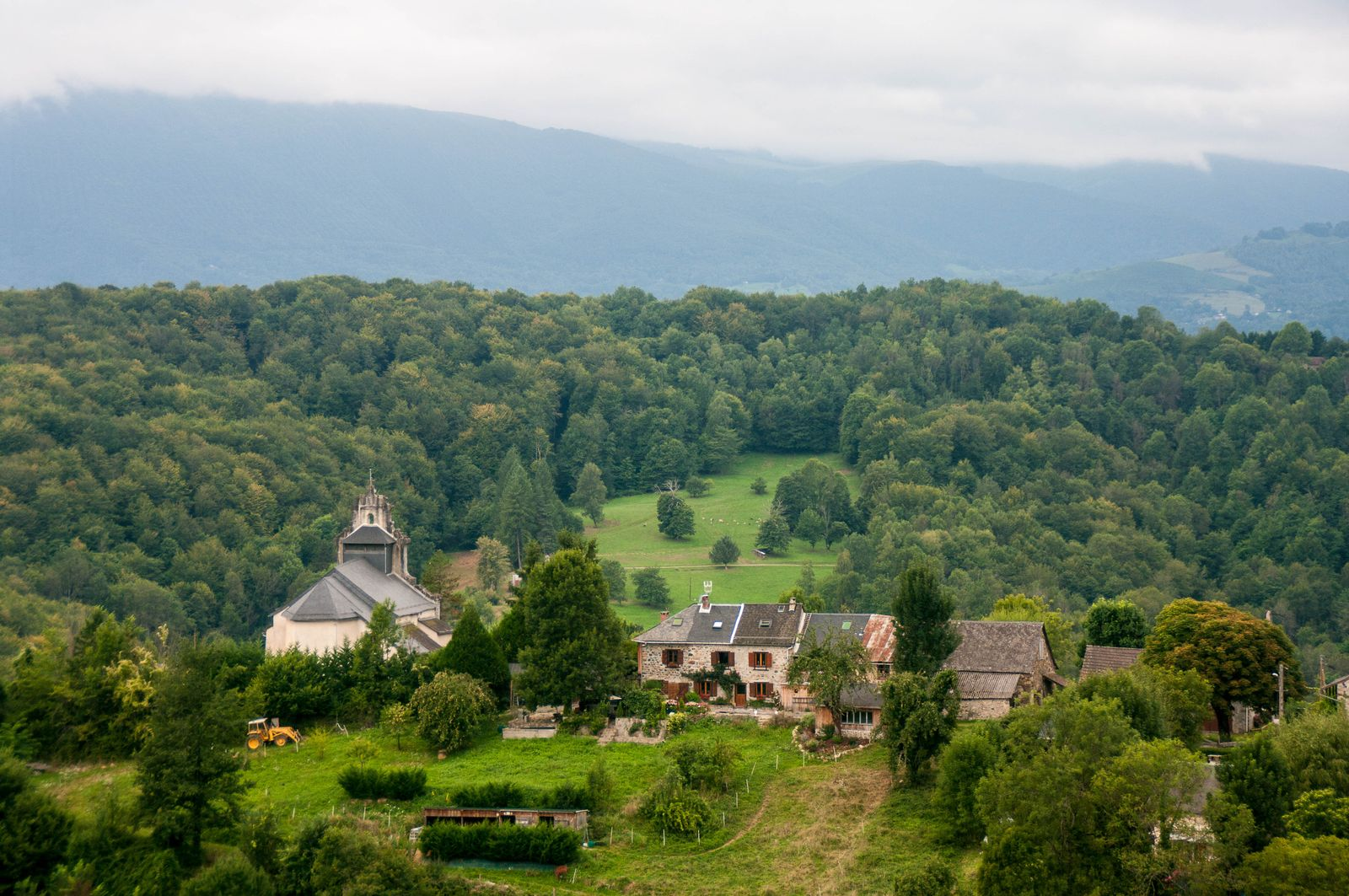
Le village en août 2021.
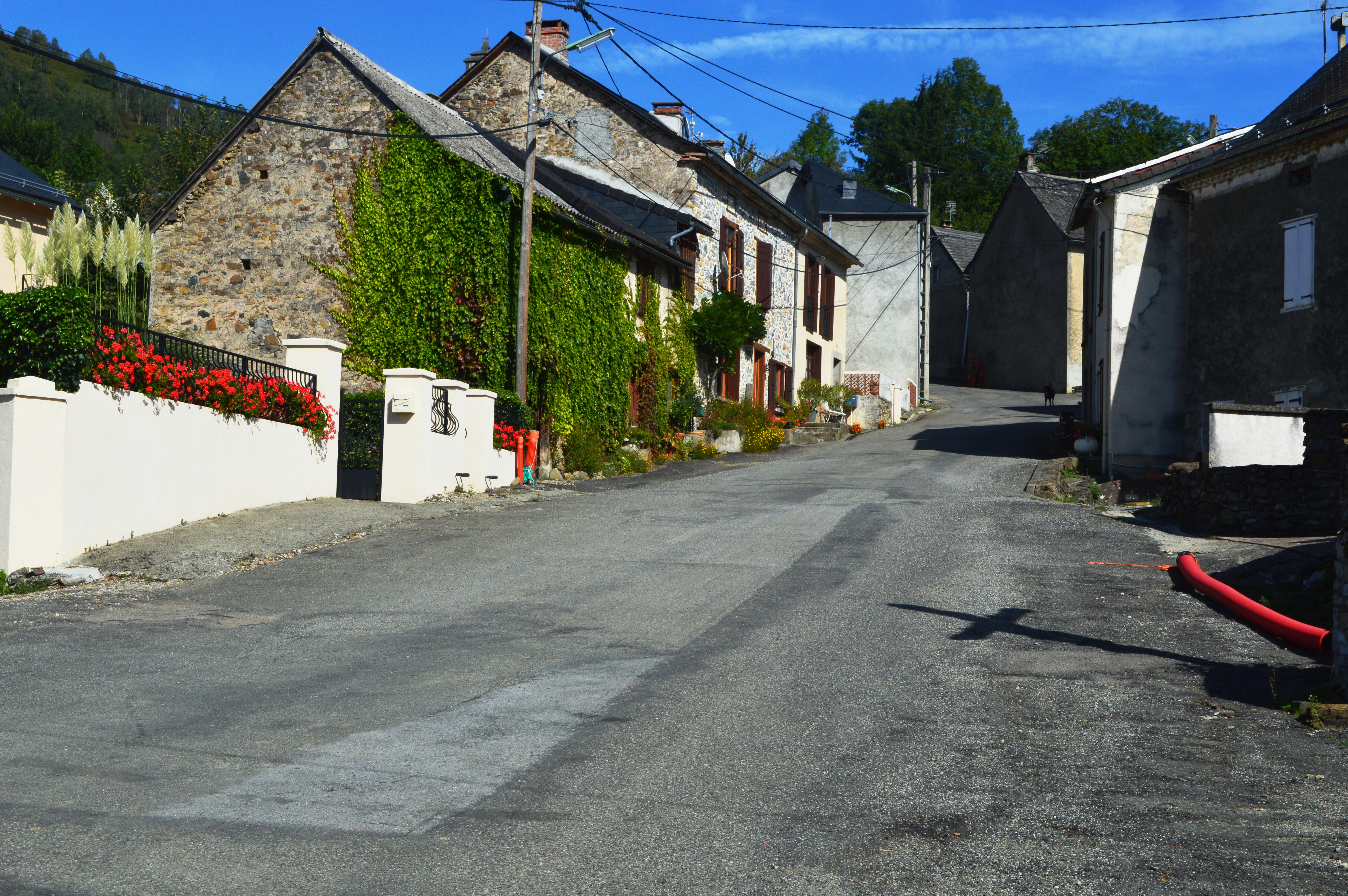
Une rue du village.
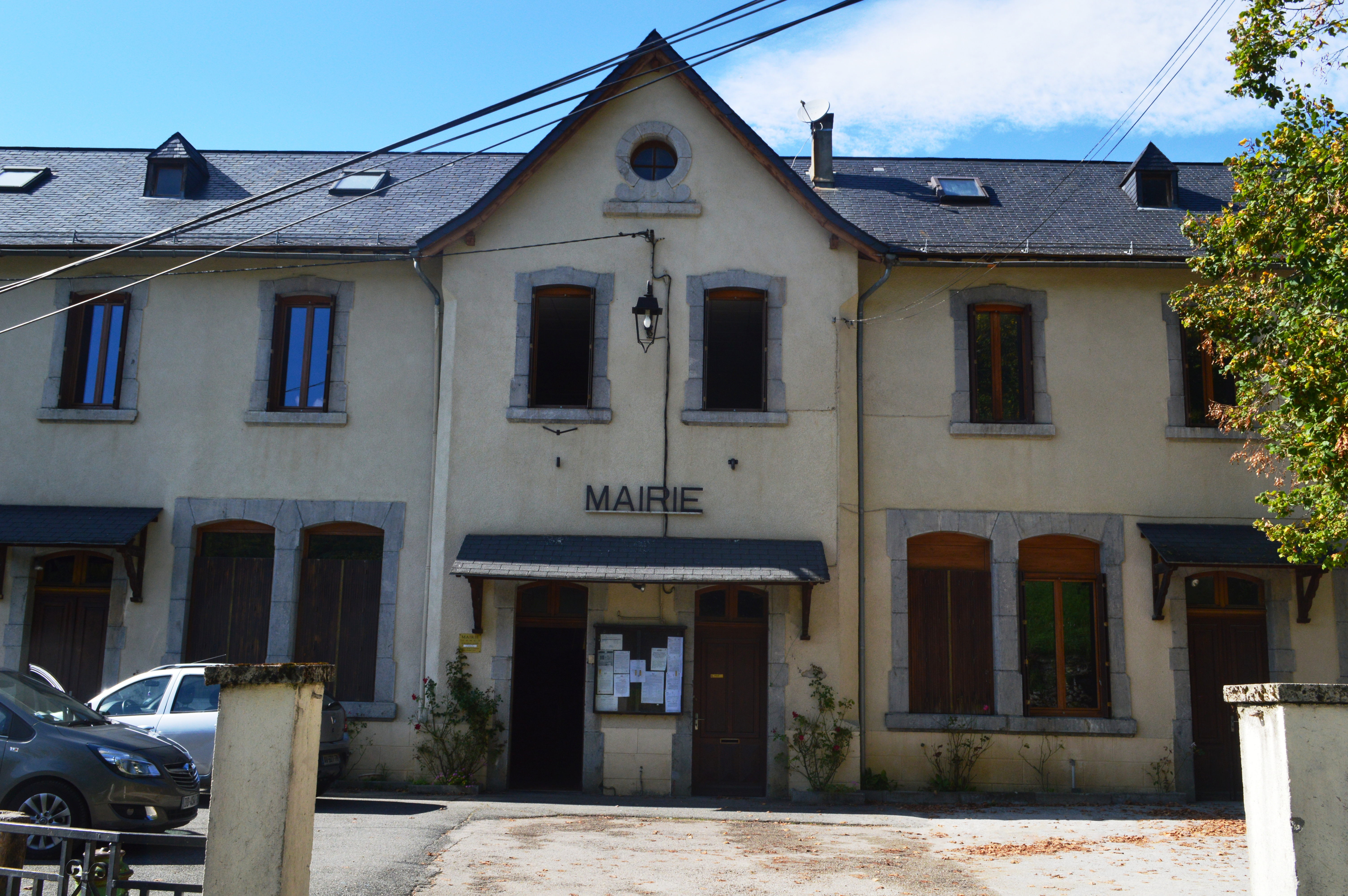
La mairie.
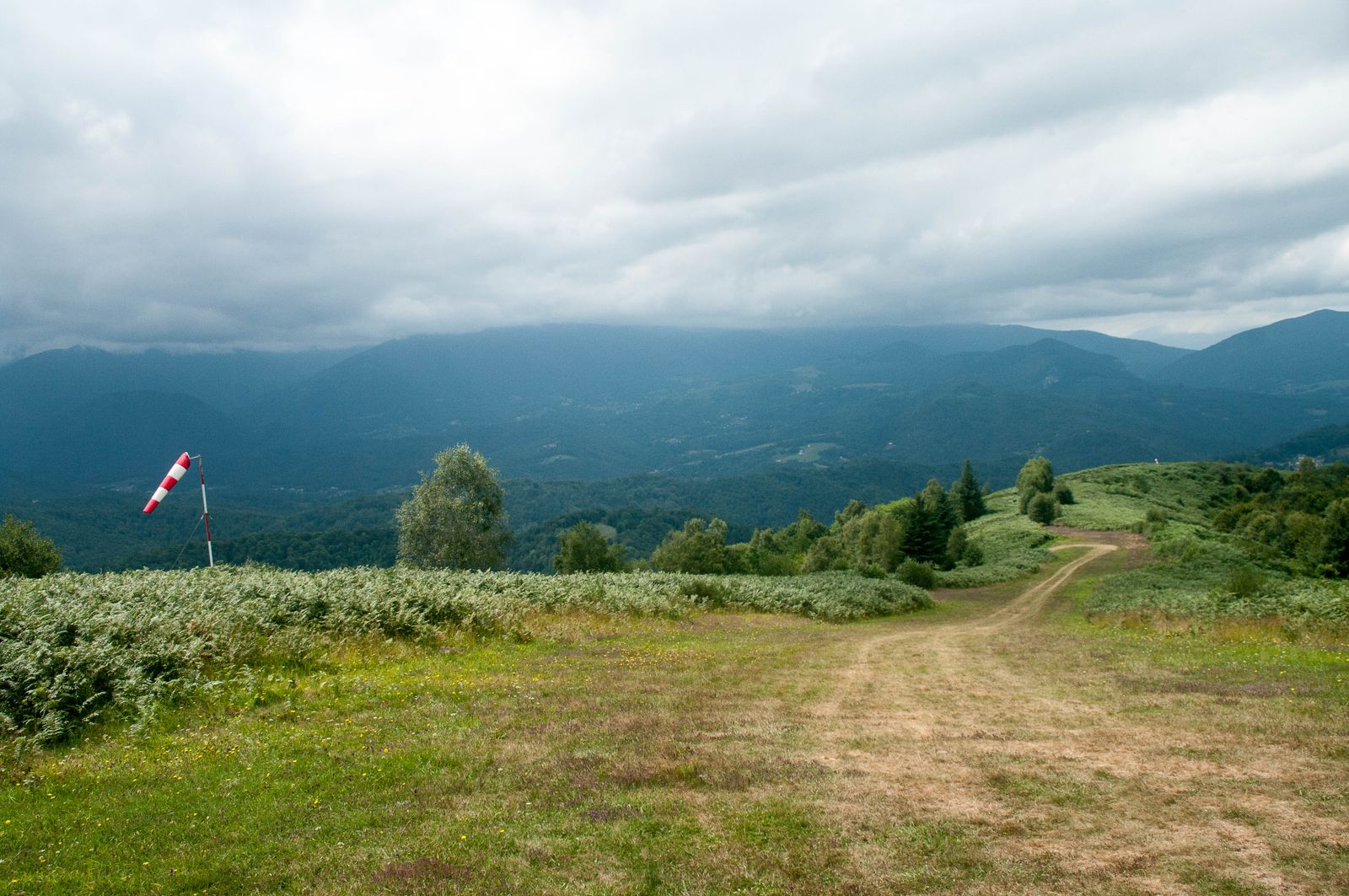
Altisurface Alain Mirouze à Joubac.
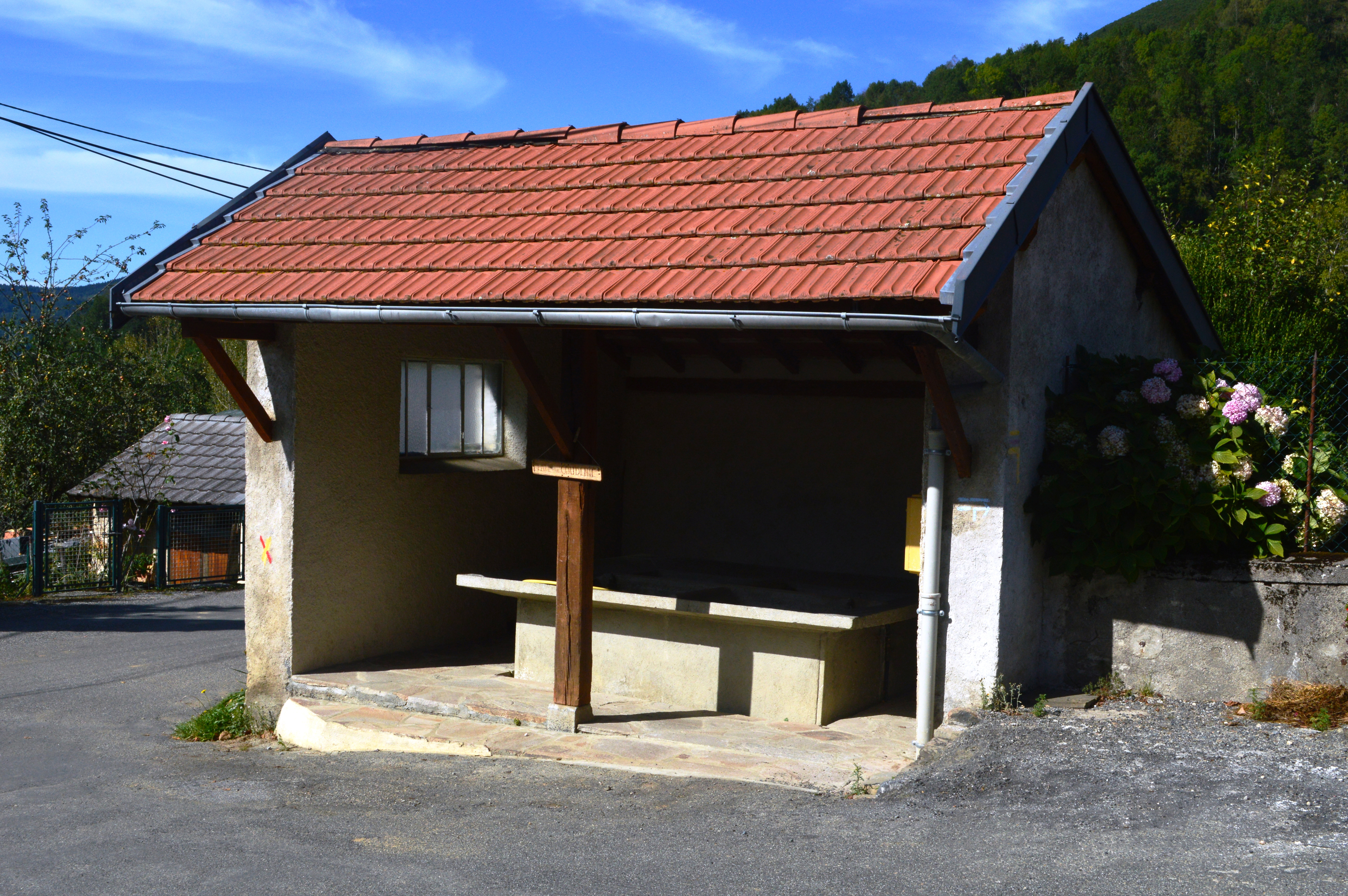
Le lavoir.
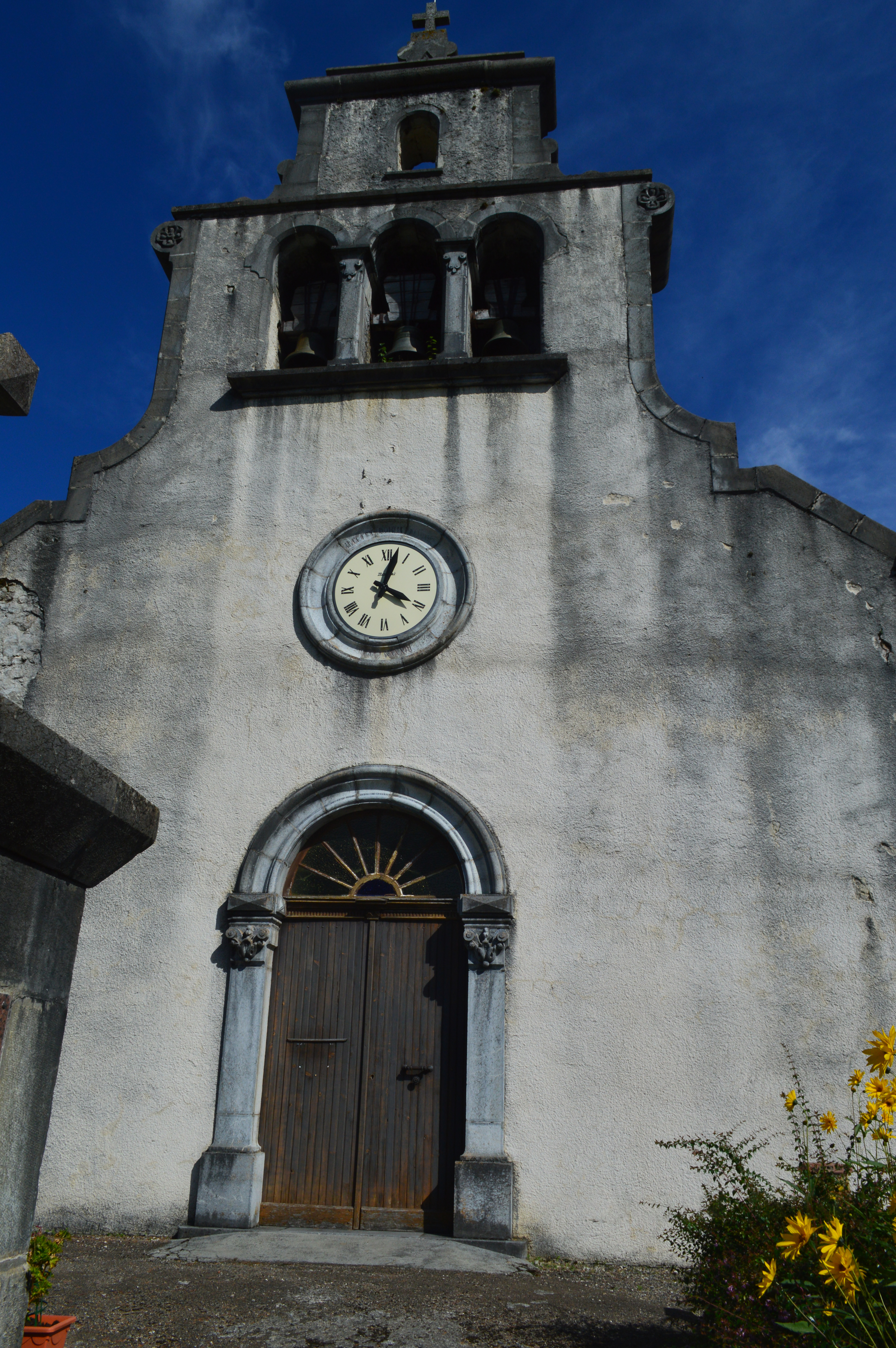
L'église Saint-Julien.
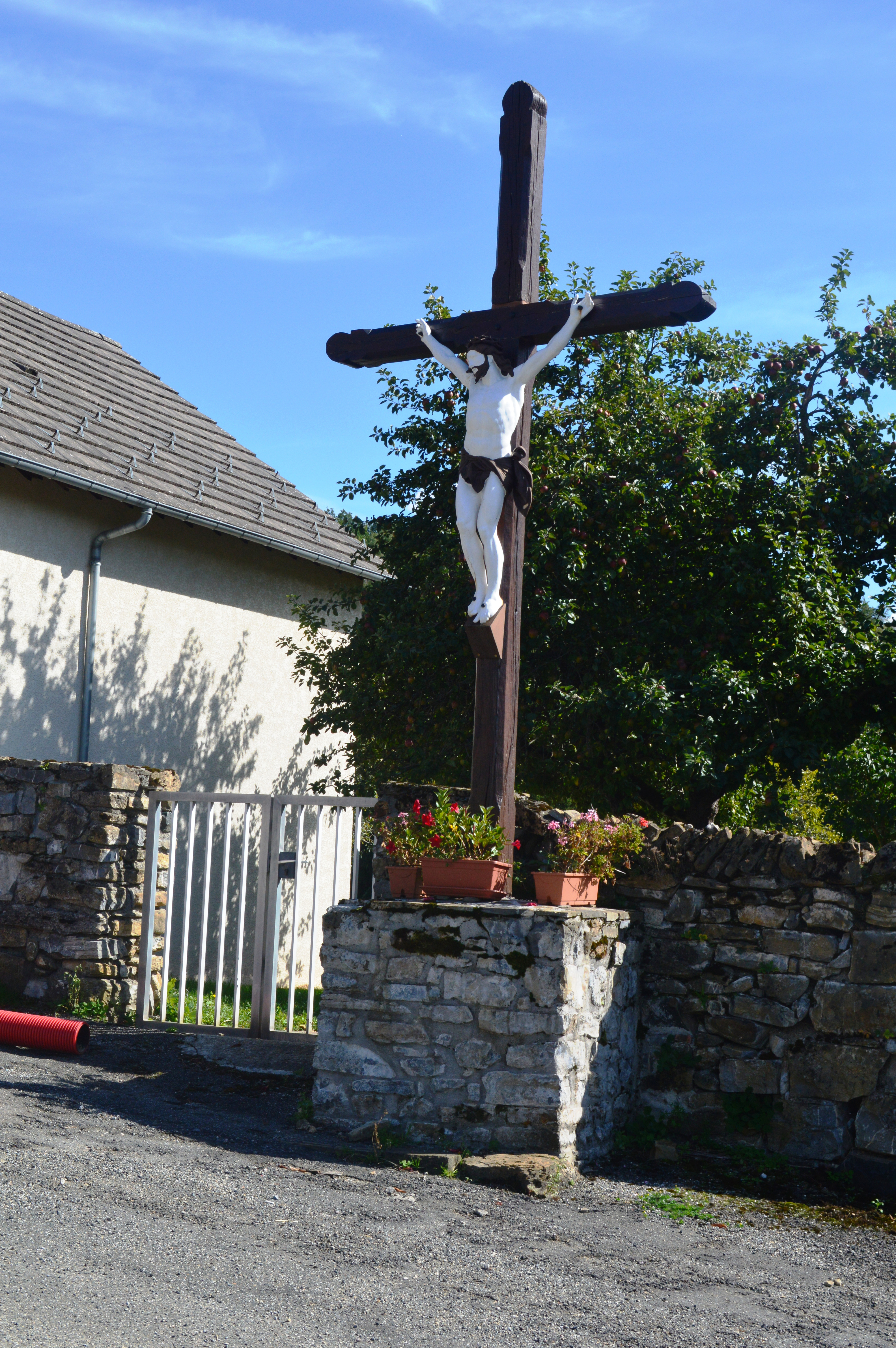
Monument du Christ en croix

### Manifestations culturelles et festivités
Le village est réputé pour sa fête qui se déroule durant le week-end de la Saint-Julien.

### Personnalités liées à la commune
- Léopold Galy, (1908-2001), aviateur français né à Aleu.
- Henri-René Garaud, (1926-1998), avocat, homme politique, né à Aleu
- Jean Marie Le Clezio (1939-...), écrivain, habitant de Aleu

## Pour approfondir